# Fernando N. Villarreal
Fernando Néstor Villarreal de la Fuente (Monterrey, Nuevo León, México, 23 de marzo de 1895 — Parras de la Fuente, Coahuila de Zaragoza, México, 13 de febrero de 1929) Es conocido por liderar, dirigir y asumir el mando de Estado de Querétaro. Jefe de la Guarnición de Parras Coahuila y jefe militar de la ciudad. Estaba casado con María Isabel Hurtado Amor.

## Reseña biográfica
Nació en Nuevo León, el 23 de marzo de 1895 de padres, Nicolás Villarreal y de doña, María Concepción de la Fuente. había sido Jefe de Guarnición en Parras, Coahuila. Fue bautizado el día 28 de marzo de 1895, en la Parroquia de la Purísima Concepción de ese pueblo, con los nombres de José Fernando. Aunque en el registro del fallecimiento de su hijo sale con los nombres de Fernando Néstor.

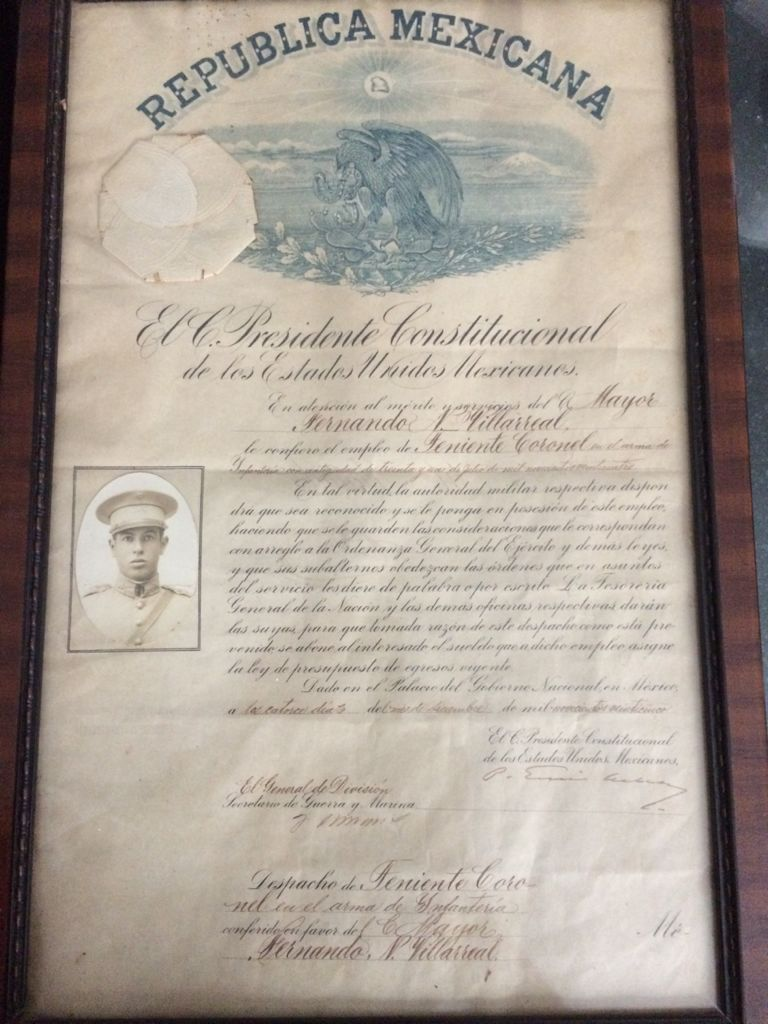
Nombramiento de Teniente Coronel

Se hizo cargo del mando de Querétaro el 7 de mayo de 1920, al día anterior había huido Salvador Argain Domínguez, al saber que estaba en peligro partió rumbo para la Ciudad de México  y haya murió el 29 de julio de 1940. Fernando N. Villarreal destituyó a Argain que había huido el día anterior. Con ello cumplía un postulado del Plan de Agua Prieta, hecho un mes antes por Adolfo de la Huerta. Ese Plan, su objetivo era derrocar Venustiano Carranza para permitir que Obregón ocupase la Presidencia, Carranza quería imponer al ingeniero Ignacio Bonillas en la presidencia. Jefe de la Guarnición de Parras Coahuila y jefe militar de esa ciudad. Estaba casado con María Isabel Hurtado Amor

## Muerte
El 13 de febrero de 1929 era Miércoles de Ceniza el Padre David Maduro, jesuita en Parras, Coahuila, salió de su refugio para celebrar el servicio del Miércoles de Ceniza. Se presentó para aprehenderlo el teniente coronel Fernando Villarreal, jefe militar de la ciudad, estaba acompañado de dos personas que se quedaron fuera. Según versiones de algunos el Padre M. (como era conocido) estaba buscando ropa cuando entra Villarreal y sonó un disparo y cae muerto con lo que la alternativa era escapar para el padre Maduro. Al día siguiente 14 de febrero el Padre Maduro fue fusilado sin juicio previo Maduro fue fusilado luego de que se le responsabilizara de la muerte del teniente coronel Fernando N. Villarreal.